# IX Festival Mundial de la Juventud y los Estudiantes
El IX Festival Mundial de la Juventud y los Estudiantes es un festival que tuvo lugar del 28 de julio al 6 de agosto de 1968 en Sofía, la capital de Bulgaria. El evento se realizó bajo el lema: «Por la solidaridad, la paz y la amistad» y reunió a más de 20.000 participantes de 138 países.

## Historia
El festival fue planeado durante el crecimiento de los movimientos estudiantiles y contra la guerra en los países capitalistas, el apogeo del movimiento hippie, y al mismo tiempo, en el apogeo de la guerra fría.
Inicialmente, el evento estaba previsto para celebrarse en Argelia en el verano de 1965, pero debido a un golpe militar en este país, la fecha tuvo que posponerse, y Bulgaria se convirtió en la nueva sede del festival.
La base del programa político del festival fue la protesta contra la «guerra imperialista dirigida por Estados Unidos contra el movimiento de liberación del Tercer Mundo, especialmente en Indochina», en particular contra la Guerra de Vietnam.
La Guerra de Vietnam en esos días fue objeto principal de la crítica internacional, y uno de los días del festival se dedicó íntegramente a acciones de solidaridad con la «heroica lucha del pueblo vietnamita contra la injustificada agresión del imperialismo estadounidense».
Al final de la «marcha de solidaridad con el pueblo de los combatientes de Vietnam», se envió un vuelo desde Bulgaria al puerto de Hải Phòng con un cargamento de ayuda humanitaria recolectada en preparación para el festival.
Además, el programa del festival incluyó acciones de solidaridad a favor del movimiento de liberación contra el apartheid en Sudáfrica, en apoyo a las «acciones de la juventud árabe contra la agresión israelí», así como en apoyo a la lucha por la independencia de las colonias portuguesas y en apoyo de los movimientos revolucionarios en América Latina.
Dos semanas después del festival se llevó a cabo la entrada de las tropas soviéticas en Checoslovaquia, lo que provocó, entre otras cosas, una escisión en el movimiento antibélico mundial.

## Incidente
El festival tuvo lugar en el apogeo de la Revolución Cultural, y debido a la ruptura sino-soviética, no se invitó a ningún delegado chino a Bulgaria. Sin embargo, un grupo de militantes maoístas alemanes decidió asistir, los maoístas reventaron la ceremonia de apertura del festival gritando el nombre del presidente Mao Zedong y agitaron su retrato.

## Programa cultural
La primera mujer cosmonauta Valentina Tereshkova trabajó como presidenta del jurado de los concursos de música del festival. La cantante ucraniana Sofia Rotaru, de 20 años, ganó una medalla de oro en el festival y el primer premio en el concurso de artistas de canciones populares.